# Instant Life
Instant Life var en svensk musiktrio bestående av Thomas Öberg (främst känd som sångare i bob hund), Magnus Boman och Anders Ericson.
Bandet släppte under början av 1990-talet skivorna I Turned my Best Friends into Slaves och I Made Arrangements for World Peace i små upplagor på två olika independentbolag.